# Entrada de Roger de Flor a Constantinoble
L'entrada de Roger de Flor a Constantinoble és la temàtica escollida pel pintor malagueny José Moreno Carbonero per a la tela que havia de decorar el saló de conferències del Palau del Senat espanyol. Aquesta obra va ser encarregada pel Senat espanyol, que va pagar 40.000 pessetes pel seu treball. José Moreno Carbonero va escollir com a protagonista del tema a Roger de Flor en el moment de l'entrada de la Companyia Catalana d'Orient a Constantinoble.

## L'obra
Roger de Flor, vestit de blau amb cadenes d'or, apareix per l'esquerra de la imatge muntat a cavall engalanat també en or i arnesos romans d'Orient, mentre saluda l'emperador. Roger de Flor apareix ja lluint els atributs del càrrec megaduc de l'Imperi Romà d'Orient, ço és, el birret i el ceptre d'or en forma de bastó, mentre davant seu hi camina un patge portant-li el casc de batalla. A l'esquerra de Roger de Flor, i parcialment tapat per la seva figura, se situa el seu oficial muntant un cavall blanc.
Al seu darrere hi ha un cavaller que porta una bandera amb l'efígie de patró catòlic de la Companyia Catalana d'Orient, Sant Jordi. En primer terme s'hi veuen les tropes dels temibles almogàvers, portant un d'ells la bandera del Rei d'Aragó.
A la dreta de la imatge hi apareix assegut al tron l'emperador romà d'Orient, Andrònic II Paleòleg, i en un graó inferior el seu fill, Miquel IX Paleòleg, que acabaria ordenant l'assassinat de Roger de Flor. Més a la dreta s'hi aprecien diversos membres de la cort oriental.
Al fons hi apareix la imatge de l'Església ortodoxa de Santa Sofia, abans que els otomans la convertissin en una mesquita, i més al fons s'hi aprecien els pals majors de les galeres que acaben de desembarcar la Companyia Catalana d'Orient a Constantinoble.

## Valoracions i anècdotes de l'obra
José Moreno Carbonero aconseguí un efecte visual impressionant, en col·locar el pla de la calçada on transcorre la desfilada a la mateixa alçada de l'espectador. El pintor es va documentar profusament pel que fa als temes romans d'Orient, tant en el vestit com en l'orfebreria. Per contra, se li han de retreure errors en l'armament que porten els almogàvers.
Per tal de poder pintar una obra de tals proporcions, José Moreno Carbonero no dubtà a portar la tela a la plaça de toros de la seva ciutat, Màlaga, on desfilaren alguns dels seus amics com a models.